# Daïra de Lazharia
La daïra de Lazharia est une daïra d'Algérie située dans la wilaya de Tissemsilt et dont le chef-lieu est la ville éponyme de Lazharia.